# すずらん湖
すずらん湖（すずらんこ）は、長野県東筑摩郡麻績村聖高原（ひじりこうげん）にある人造湖。聖高原総合開発事業の中で、水源確保のため信濃川水系宮川に建設された大沼ダムによって形成されるダム湖（人造湖・ため池）である。聖山高原県立公園内。

## 歴史
1960年代初め、聖山（標高1,447メートル）を主峰とする聖高原を一大観光地とする開発事業が着手された。この聖高原総合開発事業とは、自然湖である聖湖のレジャー開発を中心に、周辺の緑豊かな山林に別荘地の開発・分譲を行うものである。事業の成功に向けての足がかりとして、まず推進されたのが水源の確保。高原の深い谷川をダムでせき止め、そこに水を貯えておくことを計画した。
1963年（昭和38年）7月22日、起工式が挙行され、同月24日着工。ダム本体工事では長野県下で初めてハイドロック・カーテングラウトという工法が、ダムの漏水防止に効果的であるとして採用された。工事は1964年（昭和39年）5月25日に完成。総工費は2,576万円。同年7月28日に湖畔で催されたしゅん工式には、同日が聖高原ホテルしゅん工式であったこともあり、当時の長野県知事を始め多くの来賓が出席したという。
ダム建設にあわせ、村民からダム湖の名称を募集したところ、95点の応募が寄せられた。委員会による選考の結果、ダム湖の名はすずらん湖に決定した。すずらん湖の水はかんがい用水や上水道用水として利用されている。

## 周辺
長野自動車道・麻績インターチェンジから聖高原に向かって国道403号を北上、聖湖手前にて左折し西へと進むとすずらん湖に至る。湖を形成するダムの天端は舗装道路となっており、これを過ぎて間もなくの広場にはダム諸元などが記載された案内板が設置されている。なお、すずらん湖での遊泳や釣りは禁止されている。また、付近には奥聖水芭蕉園がある。1984年（昭和59年）ごろからミズバショウの苗を植え始め、十数年の歳月をかけてやっと現在の規模となったのだという。
すずらん湖の完成後、宮川下流では大型砂防堰堤の大沢ダムが建設され、1971年（昭和46年）に完成。その大沢ダムを沈めるかたちで北山ダムが2000年（平成12年）に完成している。